# 1293 Sonja
1293 Sonja eller 1933 SO är en asteroid i huvudbältet som korsar planeten Mars omloppsbana. Den upptäcktes 26 september 1933 av den belgiske astronomen Eugène Joseph Delporte i Uccle.
Det är okänt om den är uppkallad efter någon eller något. Det kan vara så att det provisoriska namn som den tilldelades spelade in på namn valet.
Asteroiden har en diameter på ungefär 7 kilometer.